# Coelogyne usitana
Espèce
Statut CITES
Coelogyne usitana est une espèce de plantes à fleurs de la famille des Orchidaceae (les orchidées) et du genre Coelogyne décrite en 2001. Elle a été découverte dans le centre-est de Mindanao aux Philippines, où elle pousse sur les hauteurs à partir de 800 mètres sur les branches horizontales des arbres.
Elle est nommée en honneur du collectionneur Villamor T. Usita, par Jürgen Roeth et Olaf Gruss dans le magazine allemand sur les orchidées Die Orchidee.